# Droga wojewódzka nr 482
Droga wojewódzka nr 482 (DW482) – droga wojewódzka biegnąca od granicy miasta Łodzi, przez Łask, Zduńską Wolę, Sieradz, Wieruszów i Kępno do węzła Bralin z drogą S8. Formalnie jako punkt końcowy trasy przyjęto granicę województw wielkopolskiego i dolnośląskiego.

## Historia
Obecny przebieg drogi powstał na mocy zarządzenia nr 12 Generalnego Dyrektora Dróg Krajowych i Autostrad z dnia 22 lipca 2016 roku, w wyniku przekwalifikowania fragmentów byłych dróg krajowych nr 8 i 14 (ta druga na odcinku Łask – Sieradz miała wspólny przebieg z drogą krajową nr 12), które w 2014 r. uzyskały status dróg wojewódzkich po wybudowaniu tras S8 i S14.
Pierwotnie kategorię drogi wojewódzkiej uzyskał odcinek od węzła Dobroń do Słupi pod Bralinem, z kolei dalszy przebieg z Dobronia do Łodzi w 2016 r. uchwałą Sejmiku Województwa Łódzkiego został zdegradowany do drogi powiatowej. Decyzja ta została unieważniona 29 marca 2017 r. przez Wojewódzki Sąd Administracyjny w Łodzi.

## Dopuszczalny nacisk na oś
Od 13 marca 2021 roku na drodze dozwolony jest ruch pojazdów o nacisku pojedynczej osi napędowej do 11,5 tony, z wyjątkiem miejsc oznaczonych znakiem zakazu B-19.

### Do 13 marca 2021 r.
Wcześniej na odcinku od węzła Dobroń do Wieruszowa dopuszczalny był ruch pojazdów o nacisku pojedynczej osi do 10 ton.

## Miejscowości leżące przy drodze wojewódzkiej nr 482[7][8][2]
- województwo łódzkie
  - Łódź (granica miasta; początek trasy)
  - Ksawerów
  - Pabianice (DK71, DW485)
  - Chechło Pierwsze
  - Chechło Drugie
  - Dobroń (S14)
  - Łask (DW473, DW481)
  - Orchów
  - Okup
  - Ostrówek
  - Zduńska Wola
  - Czechy
  - Grabowiec
  - Stawiszcze
  - Sieradz (DK83, DW479, DW480)
  - Jeziory (DK12, obwodnica Sieradza)
  - Dębołęka
  - Tumidaj
  - Próba
  - Zapole
  - Nowa Wieś
  - Złoczew (DK45[b], DW477)
  - Bujnów
  - Kluski
  - Lututów
  - Siedliska
  - Walichnowy (S8, DK74)
  - Sokolniki
  - Tyble
  - Kopaniny
  - Ochędzyn
  - Chobanin
  - Górka Wieruszowska
  - Wieruszów (DW450)  – obwodnica południowa
  - Kuźnica Skakawska
- województwo wielkopolskie
  - Świba
  - Olszowa
  - Kępno (S11) – obwodnica północna
  - Chojęcin-Szum
  - Bralin
  - Węzeł Bralin z drogą S8; koniec trasy.